# Opatovice (ort i Tjeckien, Olomouc)
Opatovice är en ort i Tjeckien.   Den ligger i regionen Olomouc, i den östra delen av landet, 250 km öster om huvudstaden Prag. Opatovice ligger 306 meter över havet och antalet invånare är 771.
Terrängen runt Opatovice är platt åt sydost, men åt nordväst är den kuperad.Runt Opatovice är det ganska tätbefolkat, med 86 invånare per kvadratkilometer. Närmaste större samhälle är Hranice, 5,4 km norr om Opatovice. Trakten runt Opatovice består till största delen av jordbruksmark.